# Жан Лерон д'Аламбер
Жан ле Рон д'Аламбе́р (фр. Jean le Rond d'Alembert; 16 листопада 1717, Париж — 29 жовтня 1783, Париж) — французький філософ-енциклопедист, фізик, математик. Інколи прізвище пишеться як Даламбер.
Член Паризької АН (1746) і Французької академії (1754, неодмінний секретар з 1772).

## Біографічні відомості. Походження
Народився в Парижі. Позашлюбна дитина маркізи де Тансен і офіцера-артилериста Детуша. Небажану для маркізи дитину було підкинуто на паперть церкви Jean le Rond (Івана Ротонди). На честь цього святого дитина і отримала своє ім'я.

## Родина ремісника
Дитину всиновила родина ремісника Руссо. Детуш, повернувшись з-за кордону, довідався про народження сина і його всиновлення. Пізніше він дасть гроші на отримання сином гарної освіти. Після смерті у 1726 р. Детуш залишить неповнолітньому сину грошову підтримку у 1200 ліврів на рік. Мати ж завжди залишалась байдужою до дитини і її стану. д'Аламбер мешкав з родиною ремісника до 48 років і вважав їх своїми батьками.

## Освіта і праця над енциклопедією
Освіту здобув в янсенітському коледжі де-Катр-Насьон. У 1751 разом з Д. Дідро приступив до видання «Енциклопедії наук, мистецтв і ремесел», яка стала прапором французького Просвітництва і поклала початок широкому розвитку енциклопедичних видань. Був науковим редактором «Енциклопедії», написав для неї багато статей з математики, фізики, музики, релігії, права, а також вступну статтю — філософський маніфест енциклопедистів і систематичний виклад наукового світогляду.
У 1759 відійшов від видання «Енциклопедії» і повністю присвятив себе науковій роботі. Відомий своїми дослідженнями в області диференційних рівнянь, часткових похідних, теоретичної механіки.

## Енциклопедія
В 1745 д'Аламберу, який був на той час членом Академії наук, доручили перекласти з
англійської на французьку Циклопедію Ефраїма Чамберза. Простий переклад переріс у оригінальний твір під назвою «Енциклопедія або тлумачний словник науки, мистецтва й ремесел»
(фр. Encyclopédie ou dictionnaire raisonné des sciences, des arts et des métiers).
Д'Аламбер написав до енциклопедії «Вступне слово» (фр. Discours préliminaire), яке стало маніфестом епохи Просвітництва.

## Внесок у науку
Найвідоміша праця д'Аламбера — «Трактат про динаміку» (1743), в якій він вперше сформулював загальні правила складання диференціальних рівнянь руху будь-яких матеріальних систем, спираючись на запропонований ним найважливіший принцип механіки (принцип д'Аламбера). Застосував цей принцип для опису руху і рівноваги рідин (1744), а також для дослідження причин виникнення вітрів в атмосфері Землі (1747). Дослідження д'Аламбера з теорії диференціальних рівнянь лягли в основу математичної фізики. У мемуарі про коливання струни (1747) він вперше у фізиці сформулював хвильове рівняння і дав метод його розв'язання, в роботі з теорії опору рідин (1752) диференціальні рівняння гідромеханіки вперше були представлені у формі поля. Важливі результати отримав д'Аламбер також в теорії рядів, в алгебрі.
Роботи д'Аламбера з небесної механіки, разом з працями його сучасників А. К. Клеро і Л.Ейлера, заклали фундамент цієї науки про рух небесних тіл під дією сил тяжіння. Д'Аламбер зробив перші кроки в розробці теорії збудженого руху планет. У 1747—1756 займався теорією руху Місяця і склав таблиці, які згодом уточнював. У 1749 дав першу точну теорію прецесії і нутації Землі, показавши, що ці явища обумовлені гравітаційною дією Місяця.
Іноземний почесний член Петербурзької АН (1764), член низки інших академій наук.

## Атеїзм д'Аламбера і помста церкви
У Франції 18 століття широко поширювався атеїзм. Дуже багато прихильників атеїзму було серед аристократів і вчених. Був атеїстом також і д'Аламбер. Могутня і реакційна католицька церква Франції ніколи з цим станом не погоджувалася і чекала на час помсти. Після смерті д'Аламбера церква відмовила відомому вченому і енциклопедисту у похованні за церковним обрядом і наполягла на похованні в спільній могилі з жебраками без позначення. У цьому д'Аламберу судилася доля трагічного попередника — скрипаля Паганіні.

## Посмертна слава
Але ім'я д'Аламбера не загубилося в нетрях марноти. Статуя д'Аламбера роботи скульптора Ф. Леконта вже в 18 столітті прикрашала залу Інституту Франції. Пізніше її передадуть в уславлений музей Лувр.

## Названі на честь д'Аламбера
- Даламбертіан
- Ознака збіжності д'Аламбера
- Принцип д'Аламбера — Лагранжа
- Формула д'Аламбера
- 5956 д'Аламбер — астероїд, названий на честь вченого.